# Pueblos históricos de Portugal

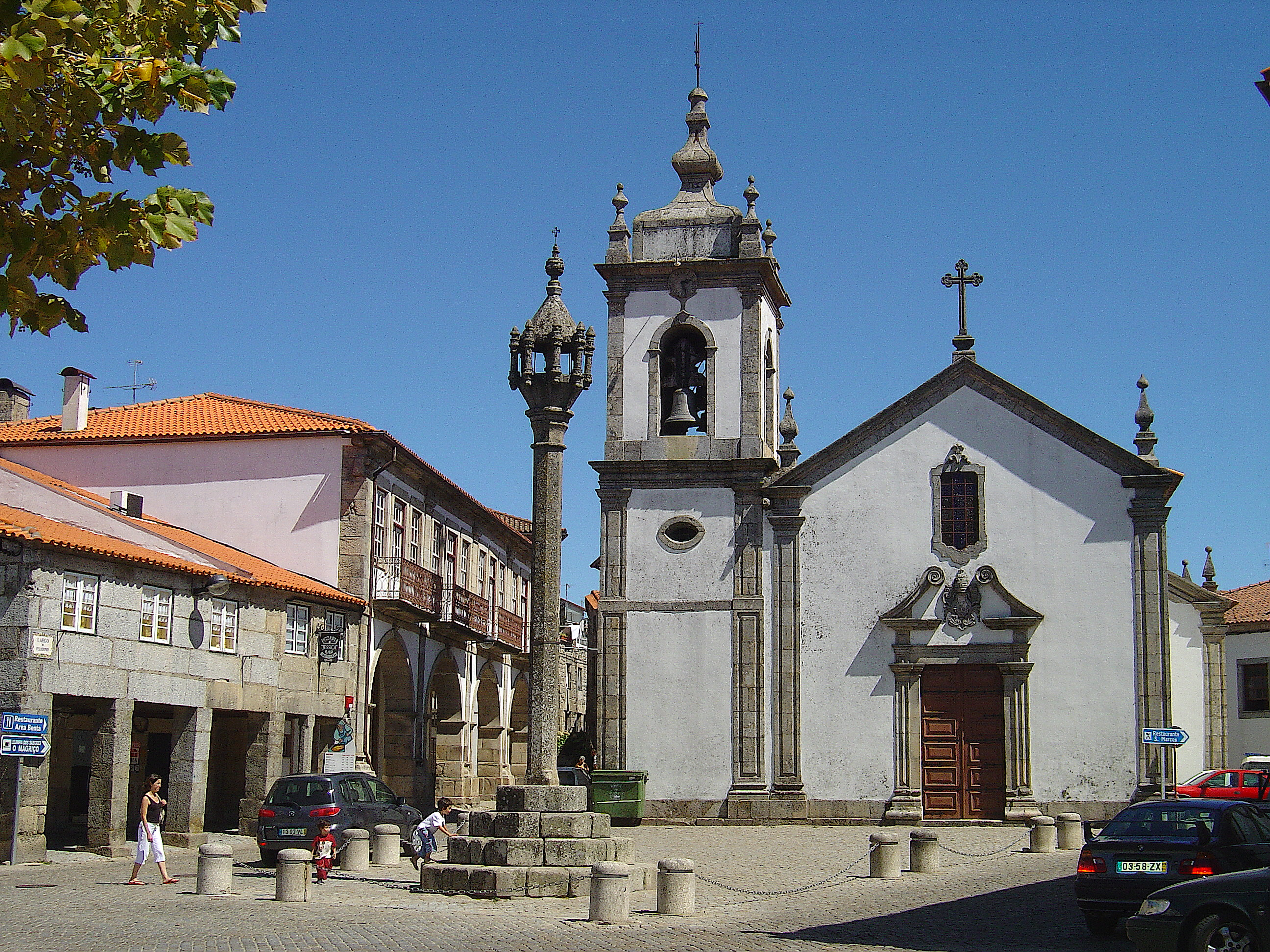
Aldeia histórica de Trancoso

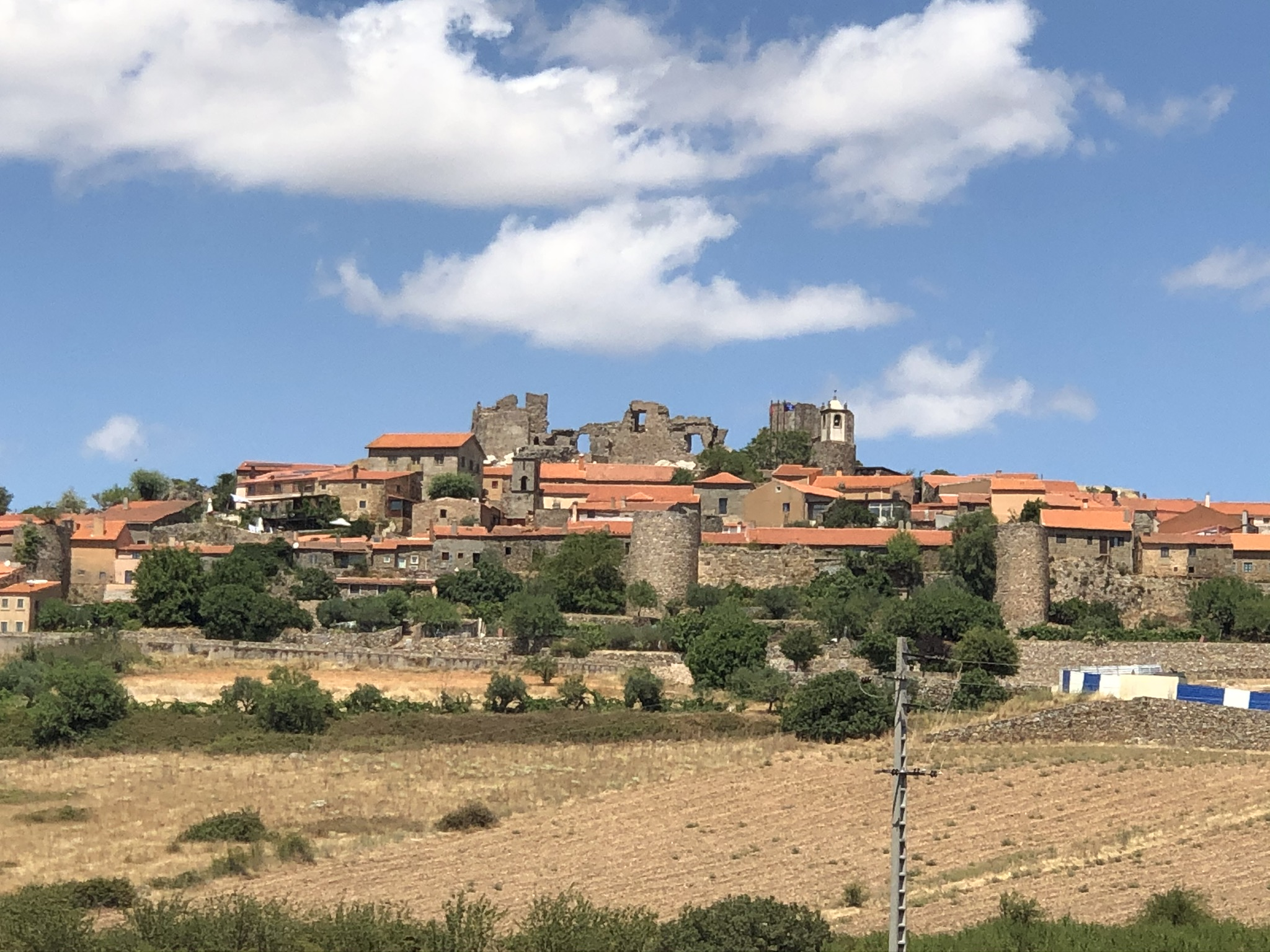
Castelo Rodrigo

Los Pueblos Históricos de Portugal (Aldeias Históricas de Portugal) es una denominación turística para doce pequeños pueblos ubicados en la región de las Beiras, algunos de los cuales fueron fundados incluso antes del nacimiento de la nación portuguesa, y son de gran importancia histórica. Por igualación fonética, es natural que en las fuentes españolas se encuentre más comúnmente traducido como Aldeas Históricas de Portugal, aunque no sean «aldeas» como tal. En su mayoría fueron construidos en tierras altas, puesto que constituyeron núcleos de defensa de las poblaciones allí asentadas, incluso desde época prerromana. Destacan por su arquitectura militar, ya que la mayoría están rodeadas de murallas y se desarrollan alrededor de un castillo.

## Historia
Las Aldeias Históricas fueron constituidas en 1991 por el Gobierno de Portugal para promover el turismo en la Beira Interior, que se compone de las partes orientales de las provincias de Beira Alta y Beira Baja. En 1998 se inició el Plano de Recuperação das Aldeias Históricas para la preservación de sus cascos antiguos. Este plan contó con la financiación del Fondo Europeo de Desarrollo Regional y sus objetivos principales, aparte de los trabajos de conservación, era mejorar la calidad de vida de sus habitantes, de la economía y de la infraestructura local. Las aldeas son:
- Almeida
- Belmonte
- Castelo Mendo
- Castelo Novo
- Castelo Rodrigo
- Idanha-a-Velha
- Linhares da Beira
- Marialva
- Monsanto
- Piódão
- Sortelha
- Trancoso

Belmonte y Trancoso se agregaron en 2003. En cambio, la freguesia de Castelo Bom, que fue incluida en la lista original de 1991, fue retirada en el último minuto para limitar a diez el número de aldeias. A pesar de ello, se llevaron a cabo intervenciones de gran alcance en la zona antigua de Castelo Bom, lo que permitió la conservación del pueblo y su promoción turística.